# Plicifusus kroyeri
Plicifusus kroyeri is een slakkensoort uit de familie van de Buccinidae. De wetenschappelijke naam van de soort is voor het eerst geldig gepubliceerd in 1842 door Möller.